# Dąbrowa Rusiecka (gmina)
Dąbrowa Rusiecka (od 1973 Rusiec) – dawna gmina wiejska istniejąca do 1954 roku w woj. łódzkim. Siedzibą władz gminy była Dąbrowa Rusiecka.
W okresie międzywojennym gmina Dąbrowa Rusiecka należała do powiatu łaskiego w woj. łódzkim. Wraz z gminą Szczerców była to najdalej na południe wusunięta gmina powiatu. Po wojnie gmina zachowała przynależność administracyjną. Według stanu z 1 lipca 1952 roku gmina składała się z 18 gromad: Aleksandrów, Annolesie, Antonina, Dąbrowa Rusiecka, Dąbrowa Rusiecka kol., Dęby Wolskie, Głuchów, Jastrzębice, Kamyk, Kuźnica, Mierzynów, Nowa Wola, Ochle, Piaski, Prądzew, Rusiec, Wola Wiązowa i Zakurowie. Jednostka została zniesiona 29 września 1954 roku wraz z reformą wprowadzającą gromady w miejsce gmin.
Po reaktywowaniu gmin z dniem 1 stycznia 1973 roku gminy Dąbrowa Rusiecka nie przywrócono, utworzono natomiast jej terytorialny odpowiednik, gminę Rusiec w powiecie pajęczańskim.
Zobacz też: gmina Dąbrowa.